# Молитва (песма)
Молитва је песма коју изводи певачица Марија Шерифовић. Текст песме је написао Саша Милошевић-Маре, а компоновао ју је Владимир Граић. Као песма победница Беовизије 2007, Марија Шерифовић је са овом песмом представљала Србију на Евросонгу 2007. Песма је са 268 гласова освојила прво место на Песми Евровизије 2007. и довела такмичење у Београд.
Од укупно 41 земље (изузев Србије) које су гласале на Еуросонгу, Молитва је чак девет пута добила максималних 12 бодова (од чега пет пута од бивших југословенских република) и с разликом од 33 бода победила испред украјинског представника.
Марију Шерифовић је у Београду, испред градске скупштине, дочекало између 70 и 90 хиљада грађана који су приредили славље на начин како су пре тога дочекивани кошаркаши, одбојкаши, ватерполисти и сви спортисти који би освојили неку златну медаљу или светски шампионат.

## Пласман на топ листама
| Топ-листа (2007) | Најбоља позиција |
| ---------------- | ---------------- |
| Шведска          | 9                |
| Швајцарска       | 19               |
| Велика Британија | 112              |